# Hirō Onoda
Hirō Onoda (小野田 寛郎 Onoda Hirō?,  Kainan, 19 de marzo de 1922-Tokio, 16 de enero de 2014) fue un militar japonés, oficial de inteligencia del Ejército Imperial Japonés que luchó en la Segunda Guerra Mundial y no se rindió hasta 1974, después de haber pasado casi treinta años sobreviviendo en las selvas de Filipinas. Esto hizo que fuera el penúltimo soldado en rendirse tras la Segunda Guerra Mundial —al haberlo hecho siete meses antes que el soldado taiwanés Teruo Nakamura—, y el último de nacionalidad japonesa.

## Biografía

### Segunda Guerra Mundial
Onoda fue entrenado como oficial de Inteligencia por el comando Futamata (二俣分校|futamata-bunkō) de la Escuela Nakano y el 26 de diciembre de 1944 lo enviaron a la Isla de Lubang en Filipinas. Las órdenes de Onoda eran realizar una guerra de guerrillas contra los estadounidenses, que estaban listos para invadir la isla, especialmente atacando las pistas de aterrizaje y los muelles del puerto para evitar que fueran usados por el enemigo. Sus órdenes también incluían el no rendirse bajo ninguna circunstancia o suicidarse.
Cuando Onoda desembarcó en la isla, se le destinó a un grupo de soldados japoneses que habían sido enviados allí con anterioridad. Los oficiales en el grupo sobrepasaban en rango a Onoda y le impidieron llevar a cabo su misión, lo que hizo más fácil para Estados Unidos y las fuerzas de la Commonwealth de Filipinas tomar la isla cuando desembarcaron el 28 de febrero de 1945. Poco tiempo después del desembarco, todos menos Onoda y otros tres soldados habían muerto o se habían rendido y Onoda, que había sido ascendido a teniente, ordenó a los hombres que ocuparan las colinas.

### Tiempo escondido
Onoda continuó su campaña, viviendo inicialmente en las montañas con tres compañeros (el soldado Yuichi Akatsu, el cabo Shoichi Shimada y el soldado de primera clase Kinshichi Kozuka). La primera vez que vieron un folleto que afirmaba que la guerra había terminado fue en octubre de 1945 y decía lo siguiente: "La guerra terminó el 15 de agosto de 1945. ¡Bajen de las montañas!". Onoda, sin embargo, desconfió del folleto al pensar que se trataba de propaganda aliada y razonando que no lo hubieran lanzado si de verdad la guerra hubiera concluido. Hacia el final de 1945 se lanzaron desde aviones panfletos con una orden de entrega del general Tomoyuki Yamashita impresa en ellos. En este momento llevaban ya más de un año en la clandestinidad y este prospecto había sido la única prueba que tenían de que la guerra había terminado. El grupo de Onoda lo examinó para determinar si era auténtico o no, y decidió que era un engaño.
Uno de los cuatro, Yuichi Akatsu, se alejó de los demás en septiembre de 1949 y se rindió a las fuerzas filipinas en 1950 después de seis meses de vagar por su cuenta. Esto les pareció al resto un problema de seguridad, por lo que se hicieron aún más cuidadosos.
En 1952 se lanzaron desde un avión cartas y fotos de familiares instándoles a rendirse, pero los tres soldados llegaron a la conclusión de que se trataba de un engaño. Shimada, uno de los soldados, recibió un disparo en la pierna durante un tiroteo con pescadores locales en junio de 1953, tras lo cual Onoda lo cuidó hasta que se curó. El 7 de mayo de 1954, Shimada murió por un disparo efectuado por un grupo de búsqueda que trataba de detener a los japoneses.
Kozuka, el otro soldado, murió por dos disparos de la policía local el 19 de octubre de 1972, cuando él y Onoda, como parte de sus actividades de guerrilla, quemaban arroz recolectado por unos agricultores, por lo que Onoda se quedó solo. Este había sido declarado oficialmente muerto en diciembre de 1959, pero el suceso sugirió que era probable que aún estuviera vivo y se enviaron grupos en su busca, aunque ninguno logró encontrarlo.

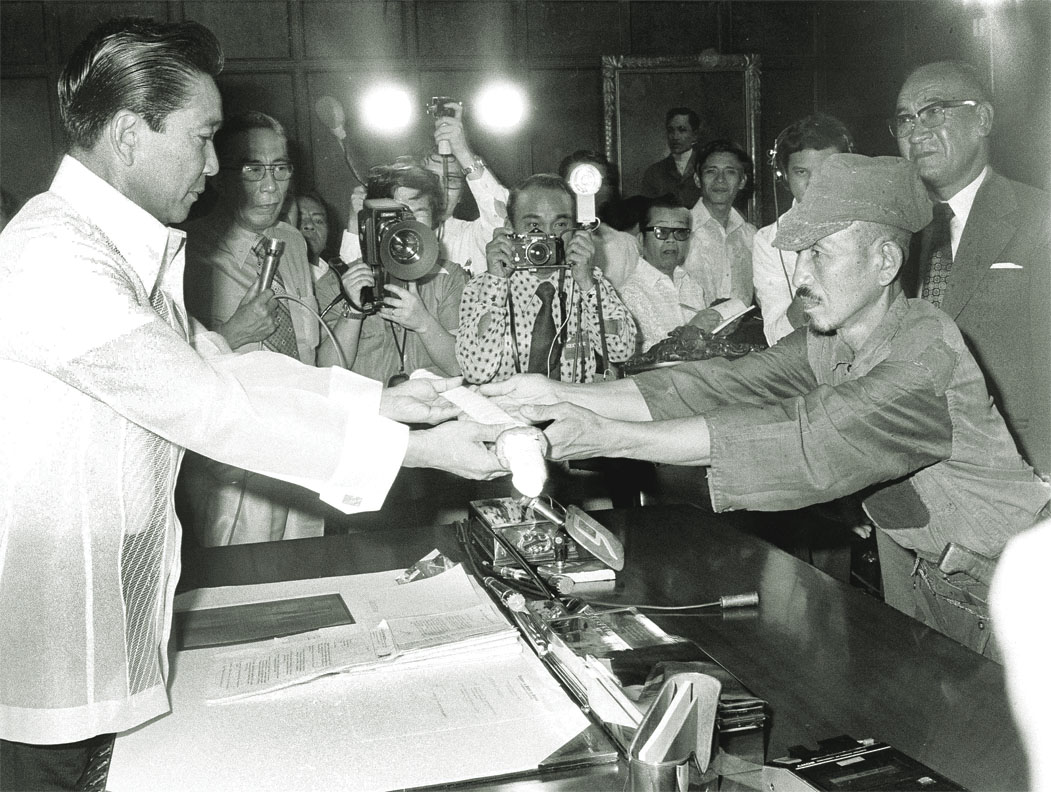
Hiroo Onoda (dcha.), entrega su sable al presidente filipino Ferdinand Marcos el día de su rendición, el 11 de marzo de 1974.

El 20 de febrero de 1974, Onoda conoció a un estudiante japonés que había abandonado la universidad, Norio Suzuki (1949-1986), y que estaba viajando por el mundo en busca de "El teniente Onoda, un panda y el Abominable Hombre de las Nieves, en ese orden". Ambos se hicieron amigos, pero Onoda todavía se negaba a rendirse, afirmando que esperaba órdenes de un superior.
Suzuki volvió a Japón con las fotografías en las que aparecía con Onoda como prueba de su encuentro y el gobierno japonés localizó al superior de Onoda, el comandante Yoshimi Taniguchi, que se había convertido en librero. Taniguchi voló a Lubang el 9 de marzo de 1974 e informó a Onoda de la derrota de Japón y le ordenó deponer las armas.
El teniente Onoda salió de la selva 29 años después del final de la Segunda Guerra Mundial y aceptó la orden de rendirse, con la entrega de su uniforme y su espada, junto a su fusil Arisaka Tipo 99, todavía en condiciones de funcionar, 500 cartuchos, varias granadas de mano y una daga que su madre le había obsequiado en 1944 para suicidarse en caso de ser capturado. Esto lo convierte en el penúltimo soldado japonés que se rindió después del final de la guerra, solo superado siete meses después por Teruo Nakamura. A pesar de que había matado a una treintena de habitantes de la isla filipina y participado en varios tiroteos con la policía, se tuvieron en cuenta las circunstancias y Onoda recibió un indulto del presidente Ferdinand Marcos.
Después de encontrarse con Onoda, Suzuki encontró rápidamente un panda salvaje y, en julio de 1975, afirmó haber visto un yeti desde la distancia, caminando en la cordillera Dhaulagiri del Himalaya. Se casó en 1976 pero no abandonó su búsqueda. Murió en noviembre de 1986 en una avalancha mientras buscaba al yeti en el Himalaya. Sus restos fueron descubiertos un año después y devueltos a su familia.

## Vida posterior
Onoda fue tan popular tras su regreso a Japón que algunos japoneses lo impulsaron a presentarse como candidato a la dieta. Poco después de su vuelta también publicó una autobiografía, No Surrender: My Thirty-Year War (Sin rendirse: Mis treinta años de guerra), en la que detallaba su vida como guerrillero en una guerra que hacía tiempo que había terminado. Sin embargo, no estaba contento con el hecho de ser objeto de tanta atención y estaba preocupado por lo que consideraba como un debilitamiento de los valores tradicionales japoneses.
En abril de 1975, siguió el ejemplo de su hermano mayor, Tadao, y salió de Japón con rumbo a Brasil, donde se dedicó a la cría de ganado. Se casó en 1976 y asumió un papel de liderazgo en la comunidad japonesa local. Después de leer acerca de un adolescente japonés que había asesinado a sus padres en 1980, regresó a Japón en 1984 y estableció el Onoda Shizen Juku ("Escuela de Naturaleza de Onoda"), un campamento de educación para jóvenes, situado en distintos lugares en Japón.
Onoda volvió a visitar la isla de Lubang en 1996, donando 10 000 dólares estadounidenses para la escuela local. Su esposa, Machie Onoda, se convirtió en jefa de la conservadora Asociación de Mujeres de Japón en 2006. En sus últimos años pasaba tres meses al año en Brasil. Le fue concedida la medalla al Mérito de Santos-Dumont por la Fuerza Aérea Brasileña el 6 de diciembre de 2004.
Falleció el 16 de enero de 2014 a la edad de 91 años.

## Cultura popular
El disco Nude de 1981 grabado por el grupo Camel, está basado en la historia de Onoda.
En la teleserie Fargo (III temporada, VIII episodio) se le cita.
El libro El sutil arte de que te importe un caraj* de Mark Manson incluye la historia de Hirō Onoda en el Capítulo 4. 
El director Arthur Harari grabó en 2021 la cinta Onoda, 10.000 noches en la jungla, dónde Yuya Endo y Kanji Tsuda interpretaban al teniente Onoda. La película, de producción francesa, ganó un premio César al mejor guion original. 